# Murray H. Protter

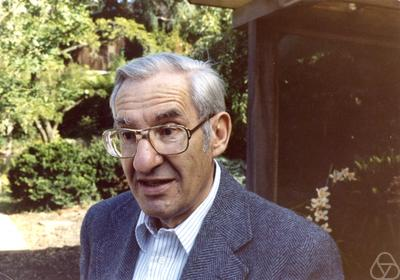
Murray Protter 1982

Murray Harold Protter (* 13. Februar 1918 in Brooklyn; † 1. Mai 2008 in Berkeley) war ein US-amerikanischer Mathematiker, der sich mit Partiellen Differentialgleichungen beschäftigte und mehrere Analysis-Lehrbücher verfasste.

## Leben
Protter studierte Mathematik an der University of Michigan (Master-Abschluss 1937) und promovierte 1946 bei Lipman Bers an der Brown University (Generalized Spherical Harmonics). Im Zweiten Weltkrieg arbeitete er in angewandter Mathematik in den Flugzeugwerken von Vaught in Stratford (Connecticut). Er berechnete dort die häufig für Abstürze verantwortlichen Resonanzfrequenzen für das „Flügelflattern“ von Militärflugzeugen. 1947 bis 1951 war er Assistant Professor an der Syracuse University, danach 1951 bis 1953 am Institute for Advanced Study. Ab 1953 war er an der University of California, Berkeley, wo er bis zu seinem Ruhestand ab 1988 als Professor war. 1962 bis 1965 war er dort Vorsitzender der Mathematischen Fakultät (und nochmals aus dem Ruhestand heraus 1990 bis 1992 stellvertretender Vorsitzender) und außerdem 1981 bis 1983 Geschäftsführender Direktor des Miller Institute of Basic Research in Science. 1959 und 1967 war er in Berkeley Miller Professor.
Er befasste sich insbesondere mit Maximalprinzipien in der Theorie partieller Differentialgleichungen und mit partiellen Differentialgleichungen vom gemischten Typ, wie sie zum Beispiel im Übergangsbereich zum Überschallflug wichtig sind (Transsonic Flow). Er war auch als Angewandter Mathematiker tätig, außer seiner Arbeit in der Flugzeugindustrie im Zweiten Weltkrieg auch als Berater für Shell bei mathematischen Problemen der Interpretation seismischer Daten bei der Öl-Exploration.
Er schrieb mit Charles Morrey in den USA in den 1960er und 1970er Jahren weitverbreitete
Analysis-Lehrbücher. Mit Auflagen von über 1 Million Exemplaren war Calculus with Analytic Geometry dort das zweitbestverkaufte Analysis-Lehrbuch. In den 1960er Jahren baute er die Mathematische Fakultät in Berkeley zu einer der führenden des Landes aus, wobei er als Mathematik-Pädagoge für die Methode des (von den Studenten) selbstbestimmten Lerntempos im Analysis-Unterricht eintrat (Self paced learning). Er war darin sehr erfolgreich und erhielt von der Universität Berkeley ihre höchste Auszeichnung (Berkeley Citation).
1968 bis 1972 war er Schatzmeister der American Mathematical Society und außerdem langjähriger Herausgeber der Buchbesprechungskolumne in den Bulletin of the AMS.
Er war mit Ruth Rotman Protter verheiratet und hatte einen Sohn (Philip Protter, ein Mathematiker, der in Operations Research arbeitet und Professor an der Cornell University ist) und eine Tochter.

## Schriften
- mit Charles Morrey: Calculus with Analytic Geometry: A first Course,  Addison-Wesley 1964
- dieselben: Intermediate Calculus, Springer 1971, 1985
- dieselben: A First Course in Real Analysis, Springer, Undergraduate Texts in Mathematics, 1976, 1997
- dieselben: Modern Mathematical Analysis, Addison-Wesley 1966
- dieselben: Calculus for College Students, Addison-Wesley 1967
- dieselben: Analytic Geometry, Addison-Wesley 1975
- Basic Elements of Real Analysis, Springer 1998
- mit Hans Weinberger: Maximum Principles in Differential Equations, 1967, Springer 1999